# Iván Navarro
Iván Navarro Pastor (født 19. oktober 1981 i Alicante, Spanien) er en spansk tennisspiller, der blev professionel i 2001. Han har, pr. maj 2009, endnu ikke vundet nogen ATP-turneringer.
Navarro er 182 cm. høj og vejer 85 kilo.